# Baltimore
Baltimore je město na východě USA; nejlidnatější ve státu Maryland a jeho strategické centrum ležící na břehu Chesapeakské zátoky. Na území města žije přibližně 586 tisíc obyvatel, což z něj dělá 30. nejlidnatější sídlo Spojených států amerických, v celé aglomeraci pak 2,8 milionů. Společně s nedalekým Washingtonem, D.C. tvoří souměstí, v němž žije bezmála 10 milionů obyvatel, s dalšími velkými městy na Východním pobřeží je součástí megalopole BosWash. Tvoří i vlastní okres (county).
Baltimore zažil největší rozkvět v 19. století, kdy se stal významným dopravním uzlem a to zejména díky velkému přístavu (svého času šlo o druhou nejvytíženější vstupní bránu do USA pro imigranty) a rozvoji železniční dopravy. Městský přístav dodnes zůstává jedním z největších v zemi, význam železnice však nahradilo v polovině 20. století vybudované mezinárodní letiště (BWI). Baltimore má vůbec nejvíce památníků a soch ze všech amerických měst, což reflektuje bohatou historii sídla. Sídlí zde prestižní Univerzita Johnse Hopkinse, jež je největším zaměstnavatelem města.

## Historie
Baltimore byl fakticky hlavním městem USA v období od prosince 1776 do února 1777.

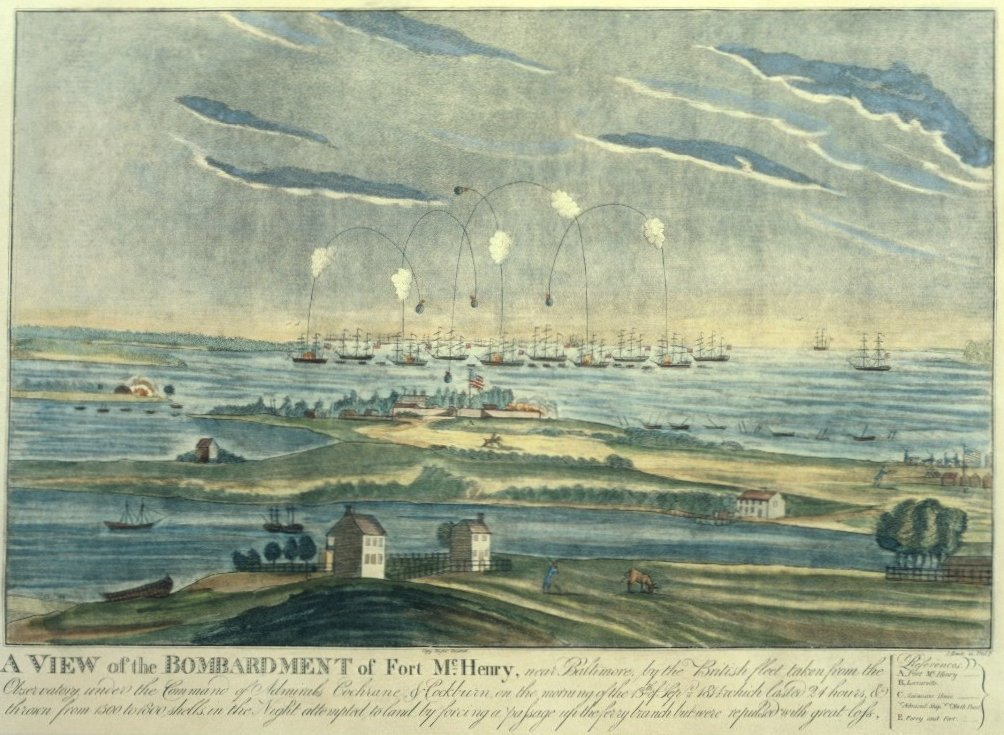
Bombardování Fort McHenry Brity v roce 1814

Bitva o Baltimore byla klíčovým střetnutím během britsko-americké války v roce 1814, která vyvrcholila neúspěšným britským bombardováním Fort McHenry, během kterého Francis Scott Key napsal báseň, která se stala "The Star-Spangled Banner". Roku 1931 byla přijata jako americká národní hymna. Během nepokojů na Pratt Street v roce 1861 bylo město místem některých z prvních násilností spojených s americkou občanskou válkou.
Strategická poloha města měla za důsledek fakt, že Baltimore se během 19. století rychle rozvíjel a díky velkému přístavu a pokročilé železniční dopravě se stal uzlem mezi Středozápadem a ostatními částmi země. V jednu chvíli byl dokonce po New Yorku druhým nejlidnatějším americkým městem. Po úpadku a restrukturalizaci těžkého průmyslu se sídlo začalo zaměřovat na služby. Dodnes zde kupříkladu sídlí prestižní Univerzita Johnse Hopkinse.

### Česká komunita v Baltimoru
V 19. století se v Baltimoru vytvořila i početná česká komunita, a to zejména ve čtvrti Middle East, kde dodnes stojí kostel svatého Václava. Postupem času Američané českého původu emigrovali na předměstí a přistěhovala se zde početná afroamerická komunita.

## Demografie
Podle sčítání lidu z roku 2020 měl Baltimore 585 708 obyvatel, asi o 35 000 obyvatel méně než v roce 2010. Vůbec nejvyššího počtu obyvatel město dosáhlo roku 1950, kdy ve městě žilo asi 950 000 lidí. Obyvatelstvo nejprve klesalo zejména kvůli tzv. bílému útěku. V důsledku toho tvoří Afroameričané nadpoloviční většinu obyvatelstva již přes 30 let. I ti nicméně v posledních letech klesají, mírný růst byl zaznamenán u Asiatů a Hispánců.

### Rasové složení
- 57,3 % Afroameričané
- 26,9 % bílí Američané
- 0,22 % američtí indiáni
- 3,6 % asijští Američané
- 0,57 % jiná rasa
- 3,6 % dvě nebo více ras

Obyvatelé hispánského nebo latinskoamerického původu, bez ohledu na rasu, tvořili 7,8 % populace.
Dominantním náboženstvím je křesťanství, které vyznává asi 65 % obyvatel města. Asi čtvrtina lidí je bez vyznání, v menší míře je ve městě praktikován i judaismus či islám.

### Sociální problémy
Baltimore se potýká s vysokou kriminalitou, nadměrným množstvím odpadu v ulicích a nedostatečnou infrastrukturou, což podnítilo dlouhodobý pokles obyvatelstva. V posledních letech se vedení města snaží s touto situací bojovat, některé nemovitosti prodávají za pouhý dolar. I přesto oblasti jako například Inner Harbor či okolí Univerzity Johnse Hopkinse prochází gentrifikací.

Panorama města

## Charakter města
Centrum města reprezentuje Inner Harbor (Vnitřní přístav), v němž se nachází množství restaurací nabízejících kupříkladu tradiční krabí koláčky, turistických atrakcí a mrakodrapů, neboť jde o finanční centrum marylandské metropole. Vnitřní přístav je obklopen několika zachovalými historickými částmi města včetně oblíbeného nábřeží s molem Fell's Point či poklidné čtvrti s krásným výhledem na panorama města Federal Hill.

### Turistické zajímavosti
- National Aquarium – hojně navštěvované akvárium v centru města, které chová delfíny, žraloky, ale i papoušky či papuchalky
- Historické lodě v přístavu – zejména loď USS Constellation (1854)
- Dům a muzeum Edgara Allana Poea – bývalý domov slavného spisovatele
- Fort McHenry – historicky významná pevnost v přístavu
- B&O Railroad Museum – muzeum železnice a jejího významu pro Baltimore

## Doprava
Baltimore je významným dopravním uzlem. Nachází se zde jeden z nejvytíženějších amerických přístavů, z hlediska přepravy nákladními loděmi typu roll-on/roll-off jde dokonce o největší přístav ve Spojených státech. V návaznosti na to se v historii stal s Baltimore velmi rychle se rozvíjejícím městem a jednou ze základních křižovatek spojující lodní dopravu s dopravou železniční.

Od té doby došlo ke snížení významu železnice v USA, Baltimore se však díky své strategické poloze ve středu megalopole BosWash rychle adaptoval na rozvoj silniční dopravy. Městem prochází například významná I-95 spojující celé východní pobřeží, I-895, I-70 vedoucí až do Utahu či I-695, která až do zřícení mostu Francise Scotta Keye v březnu roku 2024 tvořila úplný okruh města.

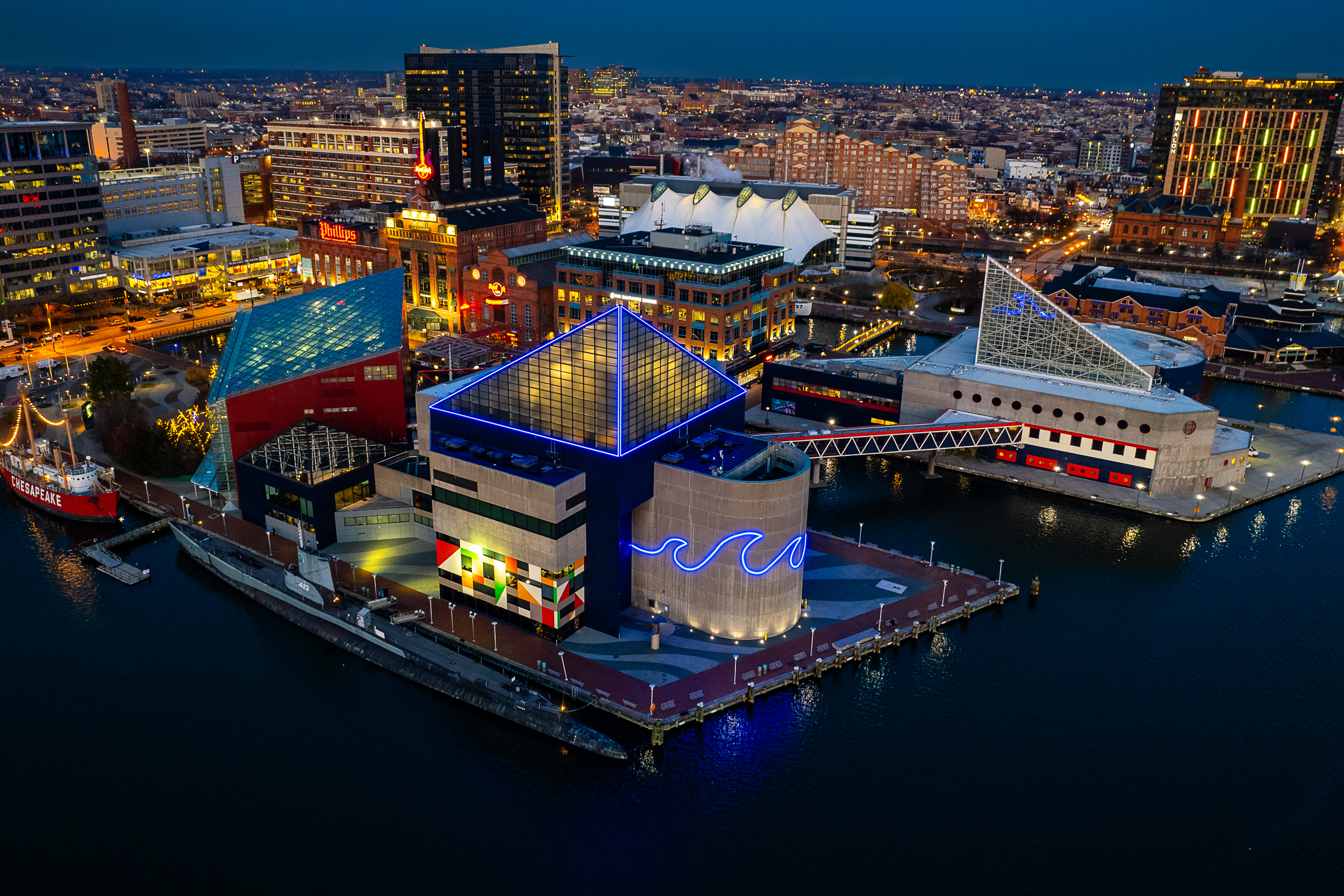
Letecký pohled na National Aquarium

Asi 14 km jižně od města se nachází Baltimore/Washington International Thurgood Marshall Airport (kód: BWI) s leteckými spoji po celých Spojených státech, do Střední Ameriky a Evropy. Jde o jednu ze základen americké nízkonákladové aerolinie Southwest Airlines.

## Baltimore v kultuře a umění

### Film a televize
V Baltimoru se narodili režiséři Barry Levinson či John Waters, který zde dlouhodobě žije a je aktivním členem místní divadelní komunity.
Odehrává se zde množství romantických filmů včetně Samotáře v Seattlu (1993), Let's Dance (2006) a Až tak moc tě nežere (2009) i thrillerů: Marnie (1964), Mlčení jehňátek (1991) či Nejhorší obavy (2002).
Město je dějištěm úspěšného seriálu The Wire - Špína Baltimoru, natáčelo se zde i několik epizod sci-fi seriálu Akta X.

## Sport
- NFL: Baltimore Ravens, klub amerického fotbalu sídlící na M&T Bank Stadium
- MLB: Baltimore Orioles, baseballový tým pojmenovaný podle pěvce trupiála baltimorského, symbolu města, který sídlí na stadionu Oriole Park at Camden Yards

Mezi lety 1994–1995 ve městě působil i tým kanadského fotbalu Baltimore Stallions.

## Osobnosti města
- Johns Hopkins (1795–1873), podnikatel, abolicionista a filantrop
- Upton Sinclair (1878–1968), spisovatel, publicista a levicový politik
- Alonzo G. Decker (1884–1956), podnikatel a vynálezce
- Raymond A. Spruance (1886–1969), admirál loďstva Spojených států amerických během druhé světové války
- Babe Ruth (1895–1948), baseballový hráč, považovaný za nejlepšího hráče všech dob
- Alger Hiss (1904–1996), diplomat, v roce 1948 odhalený jako špión Sovětského svazu
- Spiro Agnew (1918–1996), politik
- John Rawls (1921–2002), filozof
- Leon Uris (1924–2003), spisovatel
- John Astin (* 1930), herec a režisér
- Nedda Casei (1935–2020), mezzosopranistka
- Philip Glass (* 1937), hudební skladatel
- Nancy Pelosi (* 1940), demokratická politička, první žena ve funkci předsedy americké Sněmovny reprezentantů
- Frank Zappa (1940–1993), kytarista, zpěvák a hudební skladatel
- Cass Elliot (1941–1974), zpěvačka, členka skupiny The Mamas and the Papas
- Barry Levinson (* 1942), filmový režisér
- Tom Clancy (1947–2013), spisovatel
- Dwight Schultz (* 1947), herec
- Ric Ocasek (1949–2019), zpěvák, skladatel a producent polského původu
- Charles S. Dutton (* 1951), herec
- Bill Frisell (* 1951), kytarista
- Marsha Sue Ivinsová (* 1951), astronautka
- Edward Witten (* 1951), matematik a fyzik
- David Hasselhoff (* 1952), herec a zpěvák
- Bess Armstrongová (* 1953), herečka
- Robert Lee Curbeam (* 1962), astronaut
- Pam Shriverová (* 1962), tenistka
- Parker Posey (* 1968), herečka
- Thomas Jane (* 1969), herec a režisér
- Julie Bowen (* 1970), herečka
- Nicole Ari Parker (* 1970), herečka
- Jada Pinkett Smith (* 1971), herečka a zpěvačka
- Tracie Thoms (* 1975), herečka
- Anna Farisová (* 1976), herečka
- Lloyd Banks (* 1982), rapper
- Michael Phelps (* 1985), plavec, olympijský a světový rekordman, držitel 23 zlatých olympijských medailí
- John Patrick Amedori (* 1987), herec a hudebník
- Rebecca King, sólistka baletu ND v Praze

## Partnerská města
Město Baltimore má následující partnerská města:
- Alexandrie, Egypt, 1995
- Aškelon, Izrael, 2005
- Bremerhaven, Německo, 2007
- Gbarnga, Libérie, 1973
- Janov, Itálie, 1985
- Kawasaki, Japonsko, 1978
- Luxor, Egypt, 1982
- Oděsa, Ukrajina, 1974
- Pireus, Řecko, 1982
- Rotterdam, Nizozemsko, 1985
- Sia-men, Čína, 1985

## Fotogalerie

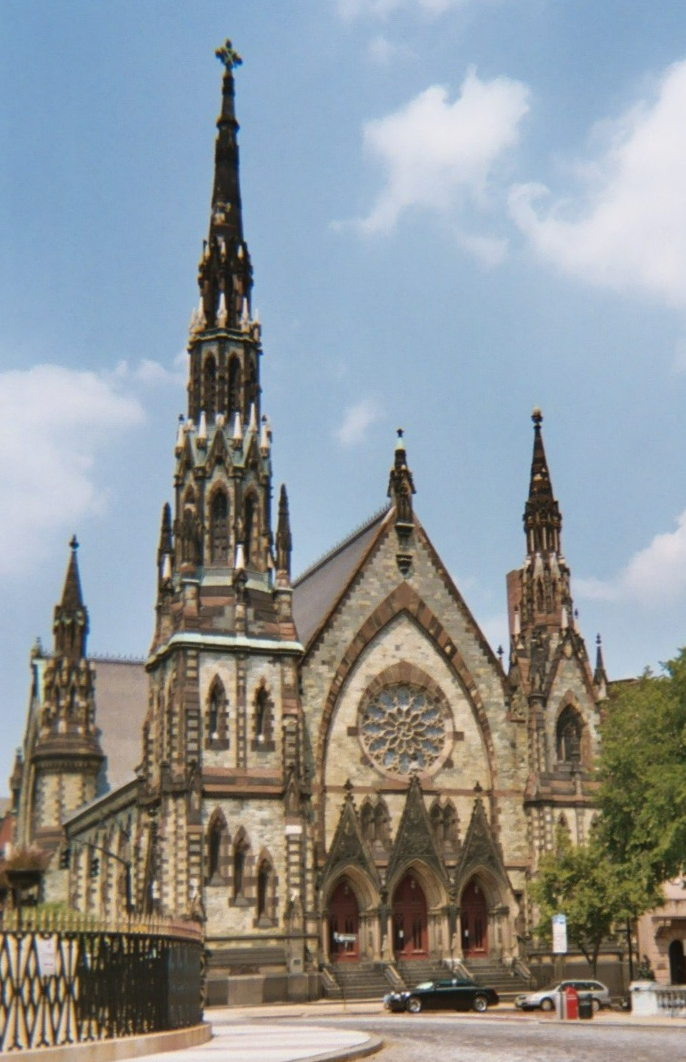
Mt Vernon UMC
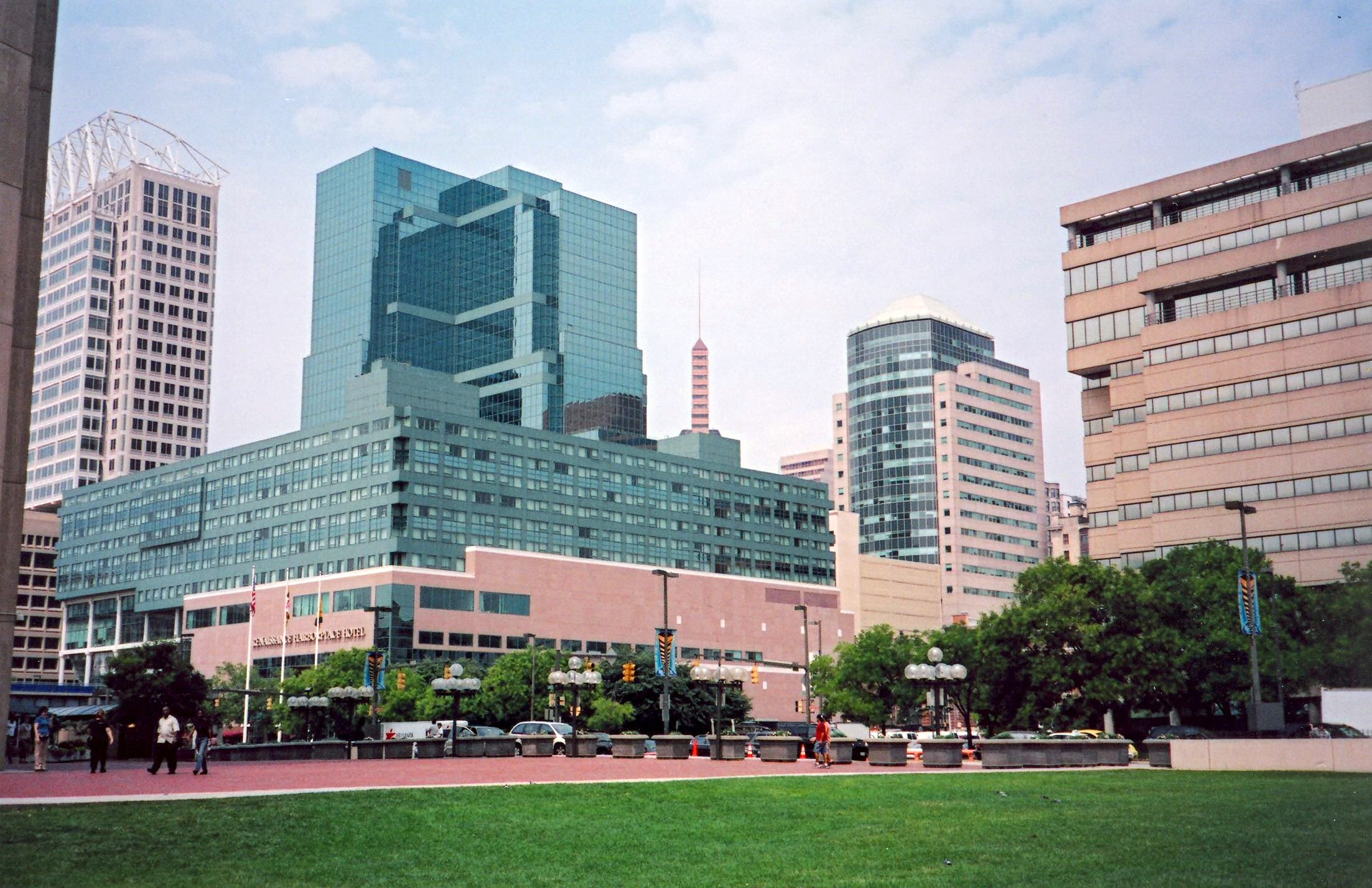
Inner Harbor
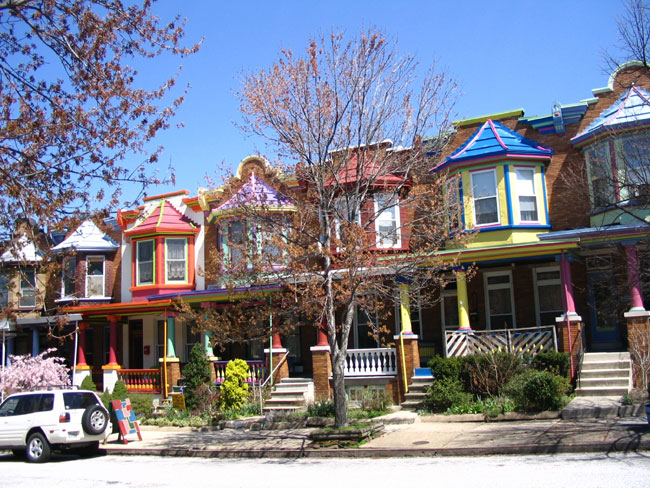
Domy v ulici Guilford Avenue
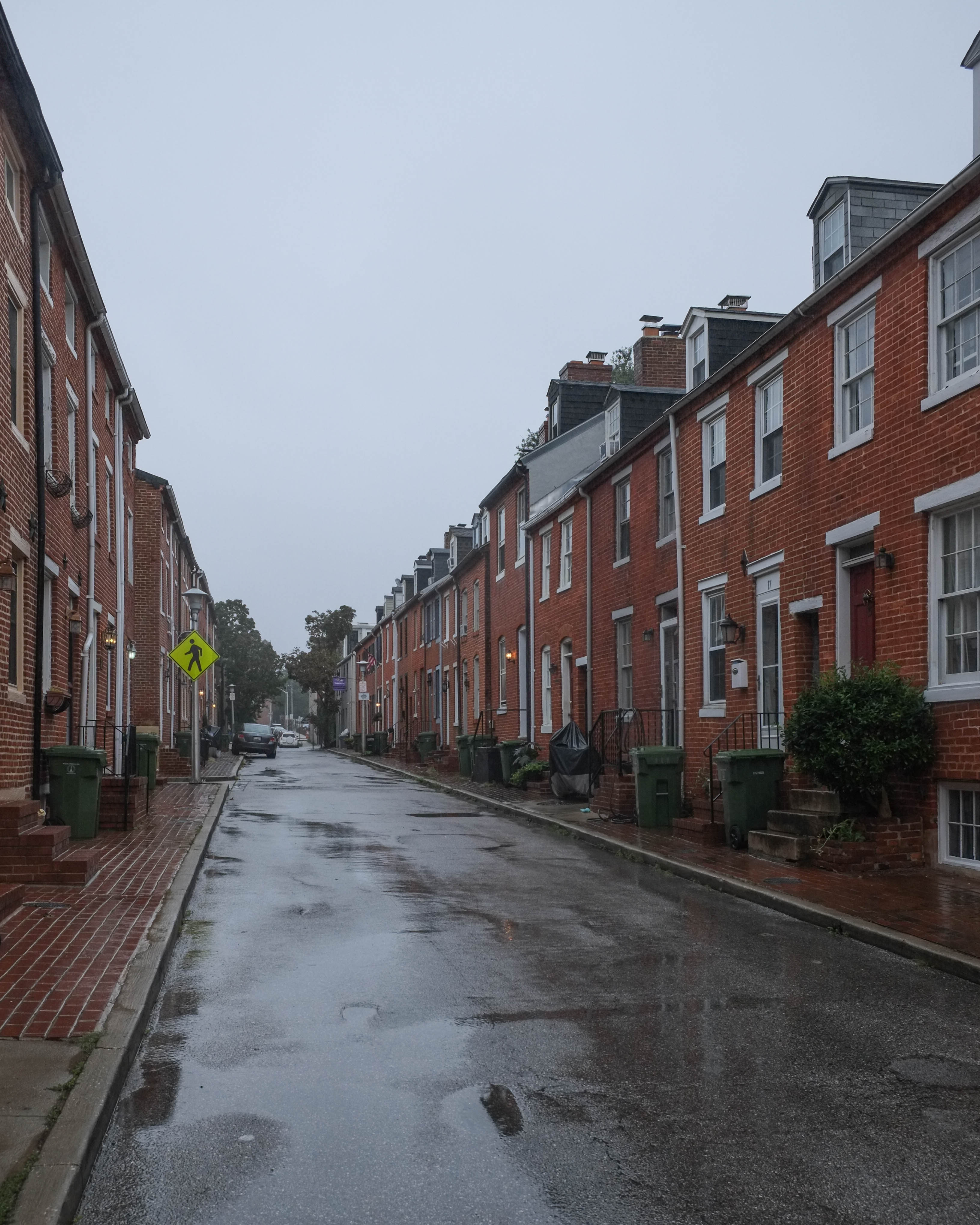
Ulice čtvrti Federal Hill